# ロジャー・ハント
ロジャー・ハント（Roger Hunt MBE, 1938年7月20日 - 2021年9月28日）はイングランド・ウィガン出身の元サッカー選手。ポジションはFW。イングランド代表として1962年のFIFAワールドカップ・チリ大会と1966年のFIFAワールドカップ・イングランド大会に出場し、自国開催となったこの大会ではイングランドのFIFAワールドカップ初優勝に貢献した。イアン・ラッシュに抜かれるまでリヴァプールの最多ゴール記録を保持していた。

## 経歴
1958年にフィル・テイラーによってリヴァプールFCに移籍した。監督がビル・シャンクリーに代わってから台頭し、一気に主力に定着した。長らく相棒を務めたイアン・セント・ジョンとは、数々のチャンスをこの2人で作り上げ、相手DFたちから恐れられた。1959-60シーズンから10シーズンに渡って2ケタ得点を達成するなど、安定感のあるストライカーであった。特に1961-62シーズンには、41試合41ゴールを挙げる活躍で、クラブのセカンド・ディヴィジョン優勝とファースト・ディヴィジョン昇格に貢献した。ファースト・ディヴィジョンに活躍の場を移してからも得点を量産し続け、クラブにとって変えの利かないエースとして君臨した。しかし、1960年代後半に差し掛かると、主力の高齢化による世代交代が始まり、レイ・クレメンスやエムリン・ヒューズといった若手が台頭し始め、ハントもまたこの世代交代の波に飲まれて出場機会を失い、1969年にボルトン・ワンダラーズFCに移籍した。リヴァプールでは通算492試合285ゴールの成績を残した。そして1972年に現役を退いた。

## 代表でのキャリア
1962年に当時の代表監督のウォルター・ウィンターボトムの目に止まり、同年の親善試合で代表デビューを果たした。代表ではジェフ・ハーストらとポジションを争いながらも最後まで生き残り、1962 FIFAワールドカップイングランド代表のメンバーに選出された。監督がアルフ・ラムゼイとなってからもメンバーに残り続け、1966 FIFAワールドカップでもジミー・グリーブスを押しのけレギュラーとしてプレーした。